# 효자 송도선생 정려비
효자 송도선생 정려비(孝子 宋滔先生 旌閭碑)은 울산광역시 중구 북정동에 있는 정려비이다. 1998년 10월 19일 울산광역시의 유형문화재 제10호로 지정되었다.

## 개요
송도(宋滔)는 연안 송씨로, 조선 초기 울산에 살았던 효자였다. 선생은 울산지역 최초의 생원(生員)으로 병든 부모를 10여 년 동안이나 정성껏 간호하였다. 모친이 병이 깊어 물고기회를 구하고자 하였으나, 가난하여 마련할 수가 없어 얼음판을 두드리며 울었다. 그러자 붕어가 뛰어나왔다고 한다. 또한 제사를 지내려고 제수를 구하니 산의 꿩이 날아들어 왔다고 한다. 1년 사이에 부모가 잇달아 돌아가시자 몸소 흙과 돌을 져다 무덤을 만들고, 유교식 예법에 따라 사당을 세워 신주를 모시고 새벽마다 배알하고, 때에 맞추어 제사지냈다. 당시까지 불교식 장례가 일반화된 상황에서 송도의 효행은 매우 두드러진 것이었다.
이 사실이 조정에 알려져 1428년(세종 10) 효자로 정려되고 표창을 받았다. 이러한 사실은 『조선왕조실록(朝鮮王朝實錄)』과 『신증동국여지승람(新增東國輿地勝覽)』등에 기록되어 있다.
효문동(孝門洞)이라는 마을 이름도 그러한 사실에서 유래된 것이라 한다. 연안 송씨 족보에는 정려비가 본래 효문동에 있었으나, 1737년(영조 13)에 울산도호부 서쪽 연못 인근으로 옮겨 세웠다고 한다.
정려비 앞면은 ‘효자성균생원 송도지려(孝子成均生員宋滔之閭)’라 적었으며, 뒷면에는 송도의 효행을 기록하였다. 정려비 왼쪽의 깨어진 비석은 ‘강희임진(康熙壬辰) 팔월(八月)’이란 구절로 보아, 1712년(숙종 38)에 세웠던 것으로 보인다. 중구 우정동에 있던 비석과 비각을 2006년 이곳으로 옮겨왔다.

## 참고 자료
- 효자 송도선생 정려비 - 국가유산청 국가유산포털